# 天主教班加西宗座代牧區
天主教班加西宗座代牧區（拉丁語：Vicariatus Apostolicus Berenicensis）是利比亞一個羅馬天主教宗座代牧區，直屬教廷。
代牧區成立於1927年2月3日。2011年有教友6,000人（佔轄區總人口0.6%）、六個堂區、六名司鐸。現任宗座代牧為思維·嘉模·馬格洛。